# AXL (브랜드)
AXL(액셀)은 일본의 어덜트 게임 브랜드이다.

## 개요
스튜디오 미리스 페렛트의 게임「튜토리얼 섬머」의 발매 후, 독립하는 형태로 설립되어, 튜토리얼 섬머의 판권·서포트 권리를 이어받았다. 원화는 이제까지 모든 작품을 세노모토 히사시가 담당. 디오나 시디브로스 등 유우토 그룹의 브랜드에서 활동했던 시나리오 라이터가 참가하고 있다.

## 작품 일람
어덜트 게임
- 튜토리얼 섬머(チュートリアルサマー) (「스튜디오 미리스 페렛트」브랜드로 발매)
- 히다마리(ひだまり)
- 너의 목소리가 들려온다.(キミの声がきこえる)
- 사랑하는 소녀와 수호의 방패(恋する乙女と守護の楯)
- Princess Frontier
- Like a Butler
- Dolphin Divers

음악CD
- AXL 보컬집 -Full throttle-

## 주요 스탭
원화
- 세노모토 히사시

시나리오
전부 외주.
- 하세카와 아이
- 키타가와 사무이